# Karl August von Hardenberg
Karl August von Hardenberg, (od roku 1814 kníže z Hardenbergu; 31. května 1750 Essenrode - 26. listopadu 1822 Janov) byl německý státník a reformátor Pruska.
Hardenberg vstoupil v roce 1792 do pruských státních služeb. Po zveřejnění Rižského memoranda (Rigaer Denkschrift) o modernizaci státu byl v roce 1810 králem Fridrichem Vilémem III. jmenován pruským kancléřem a pokračoval v reformách Pruska započatých za jeho předchůdce Karla vom Steina. V roce 1813 zprostředkoval protinapoleonskou kališskou smlouvu a v roce 1815 na Vídeňském kongresu prosadil rovnoprávné postavení Pruska mezi hlavními evropskými mocnostmi.